# Tautendorf (Leisnig)
Tautendorf ist ein Ortsteil der Stadt Leisnig im Landkreis Mittelsachsen. 1946 hatte der Ort 173 Einwohner. Am 1. Januar 1952 wurde er nach Brösen eingemeindet, seit 1969 gehört er zu Leisnig.

## Geschichte
Tautendorf entstand aus einer 1378 genannten Mühle.
1548 nennt das Amtserbbuch von Leisnig zu Tautendorf „7 besessene Mann, von denen sind 6 Balthasar von Arras zu Korpitzsch und 1 der Kirche zu Leisnig lehen- und zinsbar“ mit 11 ¼ Hufen. Das Obergericht gehörte ins Amt Leisnig, das Erbgericht war beim Grundherren.
Der Ort war stets nach Leisnig gepfarrt.